# 科里瓦西山
11°59′30″S 76°0′40″W / 11.99167°S 76.01111°W
科里瓦西山（Corihuasi），是秘魯的山峰，位於該國中南部利馬大區，處於科爾克普克羅山和帕里亞卡卡山之間，屬於安第斯山脈中帕里亞卡卡山脈的一部分，海拔高度約5,200米。